# Делинг
У нордијској митологији, Делинг (старонор. у преводу "Зора" или "сија")-  је Бог. Делинг се помиње у Поетској Еди и у Прозној Еди. У оба извора, Делинг се описује као отац Дагур, персонификације дана. У Прозној Еди додаје се да је он или трећи муж Нот, персонификације ноћи, или муж Ерд, персонификације земље. Делинг је такође представљен у легендарној саги, Сага о Хервару. Неки историчари су предложили да је Делинг персонификација зоре, а његово име може да се појави и као енглеско презиме и топоним.